# 長崎建運
有限会社長崎建運（ながさきけんうん）は、長崎県大村市に本社を置く建設業者・運送事業者である。2005年（平成17年）4月1日から2007年（平成19年）10月10日まで大村バス（おおむらバス）の通称名で大村市内で路線バスの運行を行っていた。

## 事業所所在地
長崎県大村市原町290-1

## バス事業
長崎建運は2005年4月1日、大村市内にバス路線4路線を開設し、路線バス事業に新規参入した。うち2路線は長崎県交通局が不採算を理由に前日の3月31日限りで撤退した路線と同じルートをとる路線であり、他の2路線はバス路線空白地域に新規開設された路線であった。
路線バスの通称名は「大村バス」としたが、別会社ではなく、長崎建運による直営であった。運行に際して大村市からの補助金は受けなかった。車両は29人乗りの小型バス6台をリースにより準備した。
しかし、開設以来各路線とも利用は低迷し赤字が続き累計赤字額が約8,000万円に達し、加えて会社自体が経営難に陥り、車両のリース料の支払いも滞ったことから事業継続が困難となり、大村市に補助金を申請したが却下された。このため同社は2007年10月10日限りで全路線を廃止し、バス事業から撤退した。

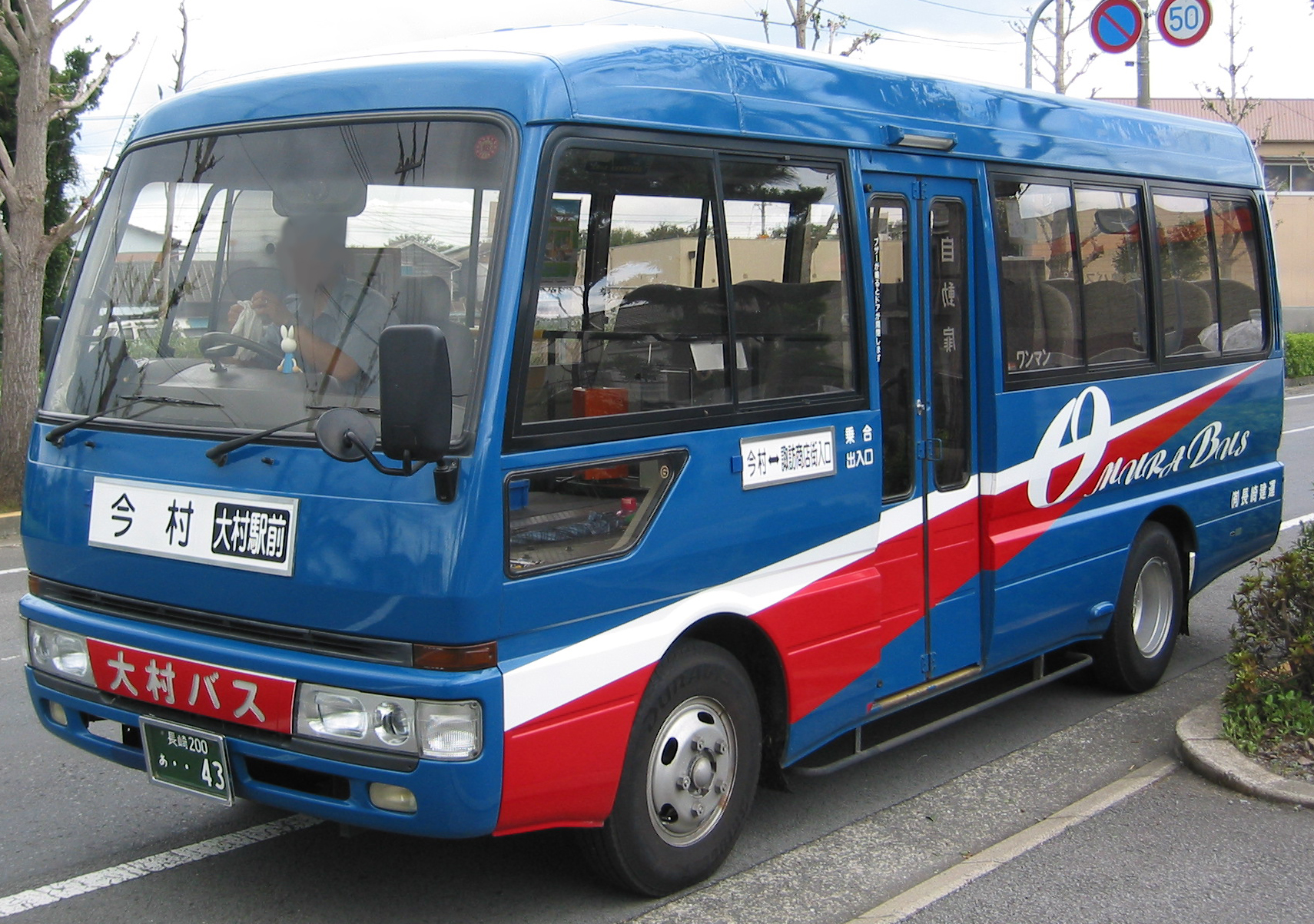
路線バスの車両（当時）

### 路線一覧
- 黒木～萱瀬ダム～田下～坂口
- 南川内～田下～坂口
- 堆肥工場前～坂口～大村駅裏～市役所前～ジャスコ
- 今村～ベイサイド大村～北門前～大村駅前～諏訪商店街入口

黒木～坂口間および南川内～坂口間は大村市北部の路線で、2005年3月31日まで長崎県交通局が運行していた。
黒木～坂口間は小中学生約20人の通学利用があったため、廃止後の2007年10月11日より大村市からの委託により長崎県交通局が通学時間帯を中心に同区間を運行している。